# دوزول (ویرجینیا)
دوزول (به انگلیسی: Doswell) یک منطقهٔ مسکونی در ایالات متحده آمریکا است که در ویرجینیا واقع شده‌است. دوزول ۱٬۸۳۳ نفر جمعیت دارد.